# Nappflaskan
Nappflaskan (Sutteflasken) er kælenavnet for det tidligere vandtårn i Ystad i Sverige. Efter større ombygning består bygningen i dag af 10 lejligheder.
Ystads gamle vandtårn er tegnet af arkitekt Gerdt Stendahl i 1914, og vandtårnet stod klart til inspektion i 1915. Vandtårnet har et tolvkantet tværsnit, står 24½ m.o.h. og er 47,60 meter højt til tårnspidsen med en udsigtsplatform i 34½ meters højde. Fundamentet består af en armeret betonplade, og på denne står en 2½ meter høj betonmur, der bærer ydervæggene. De udvendige vægge er bygget i mursten af varierende tykkelse, og er dekorerede med granitblokke, som ikke udfylder nogen funktion. Vandreservoiret hvilte på 24 søjler i armeret beton, og kunne rumme cirka 600 m3.